# Apache Velocity
Apache Velocity (precedentemente conosciuto come Jakarta Velocity) è un progetto software open source diretto dall'Apache Software Foundation.
Velocity è un motore template basato su Java che fornisce un semplice ma potente linguaggio template per referenziare oggetti definiti in codice Java.
Il suo scopo è di assicurare una separazione netta tra il livello di presentazione e il livello business in un'applicazione web (pattern Model-View-Controller).

## Codice d'esempio
```
##
 
Velocity
 
Hello
 
World

<html>

    
<body>

       
#set(
 
$foo
 
=
 
"Velocity"
 
)

       
##
 
followed
 
by

       
Hello
 
$foo
 
World!

    
</body>

</html>

```

processato da Velocity produrrà il testo seguente:
```
<html>

    
<body>

     
Hello
 
Velocity
 
World!

    
</body>

</html>

```